# Fraps
 (septembre 2012).
Fraps est un logiciel permettant de filmer l'écran et d'en prendre des photos et d'afficher le framerate en surimpression. Ce logiciel est la référence des logiciels de capture d'écran pour les applications DirectX et OpenGL. Fraps est utilisé pour enregistrer une partie de jeu vidéo. Le programme était populaire chez les gamers.
La version gratuite de Fraps (car c'est avant tout un logiciel payant) place au-dessus des vidéos réalisées un bandeau indiquant le site de ce dernier. De plus, l'enregistrement est limité à 30 secondes. Dans la version payante, l'enregistrement est illimité, et le bandeau disparaît. Les vidéos peuvent être enregistrées avec un format maximal de 7680×4800.
Fraps peut prendre des captures d'écran avec des formats variés, tels que BMP, TGA, JPEG et PNG (seulement BMP pour la version gratuite).